# 맬컴 스미스 (미국의 정치인)
맬컴 앤서니 스미스(Malcolm Anthony Smith, 1956년 8월 9일, 뉴욕주 뉴욕 ~ )은 미국의 정치인으로 뉴욕주 부지사 권한대행이다.

## 학력
- 포덤 대학교 인문사회 학사
- 아델피 대학교 경영학 석사

## 경력
- 1956 ~ 1959 미국 육군 복무
- 1975 뉴욕주 인권 부국장
- 정신 지체 및 발달 장애 사무소 변호사
- 부동산 개발 분야
- 1984 제랄딘 페라로 부통령 후보 선발대원
- 1985 자메이카 이웃 주택 서비스 사장
- 1986 ~ 1991 플로이드 H. 플레이크 하원의원 선임 보좌관
- 아치 스피그너 뉴욕시의원 수석 보좌관
- 1991 스미스 개발 주식회사 설립
- 2000.03 ~ 2002.12 제193·194대 미국 뉴욕 제10구 상원의원
- 2003.01 ~ 2014.12 제195·196·197·198·199·200대 미국 뉴욕 제14구 상원의원
- 2007.01 ~ 2008.12 뉴욕 상원 소수당 대표
- 2009.01 ~ 2009.06 뉴욕 상원 다수당 대표
- 2009.01 ~ 2009.06 뉴욕 상원 임시의장
- 2009.01 ~ 2009.06 뉴욕 부지사 권한대행
- 2009.06 ~ 2009.06 뉴욕 상원 소수당 대표
- 2009.06 ~ 2009.07 뉴욕 상원 다수당 공동대표
- 2009.06 ~ 2009.07 뉴욕 상원 공동임시의장
- 2009.07 ~ 2010.12 뉴욕 상원 임시의장

## 역대 선거 결과
| 선거명        | 직책명                 | 대수  | 정당   | 득표율  | 득표수   | 결과 | 당락             |
| ------------- | ---------------------- | ----- | ------ | ------- | -------- | ---- | ---------------- |
| 2000년 재선거 | 상원의원 (뉴욕 제10부) | 193대 | 민주당 | 90.15%  | 5,244표  | 1위  | 뉴욕 주의원 당선 |
| 2000년 선거   | 상원의원 (뉴욕 제10부) | 194대 | 민주당 | 92.99%  | 69,012표 | 1위  | 뉴욕 주의원 당선 |
| 2002년 선거   | 상원의원 (뉴욕 제14부) | 195대 | 민주당 | 100.00% | 42,619표 | 1위  | 뉴욕 주의원 당선 |
| 2004년 선거   | 상원의원 (뉴욕 제14부) | 196대 | 민주당 | 100.00% | 72,100표 | 1위  | 뉴욕 주의원 당선 |
| 2006년 선거   | 상원의원 (뉴욕 제14부) | 197대 | 민주당 | 100.00% | 37,328표 | 1위  | 뉴욕 주의원 당선 |
| 2008년 선거   | 상원의원 (뉴욕 제14부) | 198대 | 민주당 | 99.98%  | 72,885표 | 1위  | 뉴욕 주의원 당선 |
| 2010년 선거   | 상원의원 (뉴욕 제14부) | 199대 | 민주당 | 81.45%  | 43,356표 | 1위  | 뉴욕 주의원 당선 |
| 2012년 선거   | 상원의원 (뉴욕 제14부) | 200대 | 민주당 | 99.88%  | 86,419표 | 1위  | 뉴욕 주의원 당선 |